# صحيفة الاتحاد (الجزائر)
الاتحاد هي صحيفة يومية وطنية جزائرية مستقلة أسسها الاستاذ محمد عبديش سنة 1912 [بحاجة لمصدر]، تصدر يوميا ماعدا الجمعة تكتب باللغة العربية وتملكها شركة ذات مسؤولية محدودة تسمى "الاتحاد كوم". صدر عدد الصحيفة الأول يوم السبت 14 جمادى الثانية 1432 هـ والموافق لـ 5 ماي 2012، حيث كتبت في كلمتها الافتتاحية الأولى: "الاتحاد ..مولود إعلامي جديد جاد وملتزم بقضايا شعبنا وهمومه يضاف إلى الساحة الإعلامية في الجزائر، لذلك اخترنا في جريدة الاتحاد أن يكون شعارنا "قوة الرأي وجرأة الطرح" لنؤدي رسالة الإعلام الشريف والنزيه الذي يخدم مصلحة وطننا الغالي ويساهم في نهضته، فالدفاع عن مصلحة الوطن والمواطن هو أولى أولوياتنا والحيادية طريقنا والجرأة رسالتنا والقلم النزيه غايتنا.